# Марияна Георгиева
Марияна Георгиева е доктор по методика на преподаването на български език и литература. Автор е на монографията „Из лабиринтите на българското слово“ и на литературния сайт Mostove.info и на образователния сайт Akademiyka.com, на статии в областта на методиката на езиковото обучение, на литературната теория и история, на културологията.

## Биография
Родена е в Бяла, Русенско. Тя е сред първите преподаватели в Тараклийския държавен университет „Григорий Цамблак“ в Република Молдова. Старши учител е по Български език и литература с І ПКС в СУПНЕ „Фридлих Шилер“ (Дойче шуле) в Русе.
В края на май 2018 г. получава награда „Русе“ за заслуги към гражданите на града и за организирането на няколко празненства и един опит за подобряване на рекорд на Гинес – най-дълъг килим, който под нейно ръководство се създава около оградата на СУПНЕ „Фридлих Шилер“ през февруари 2018.
През 2014 г. в медиатеката на СОПУНЕ „Фридрих Шилер“ – Русе Марияна Георгиева представя книгата си „Из лабиринтите на българското слово“. Началото на книгата и на експеримента, който тя описва, е поставен в колежа в гр. Тараклия, Молдова, който е центърът на бесарабската българска общност.

## Книги
- Учебник по български език за 9 кл., Изд. Картие, Кишинев, 2003
- Годишник на Тараклийски държавен университет „Дунав – Днестър“, 2007
- Сред българската общност в Бесарабия, 2008
- Апогеят на словото, 2008
- Деловият българин, 2010
- Познание във философската мисъл, 2012
- Методически разработки на уроци, 2014
- Из лабиринтите на българското слово (монография), изд. Лени Ан, 2014
- Българският двулик Янус, 2016
- сб. Игри, актьори и представления в класната стая и живота, 2017
- Адът на желанията, 2018